# Список переможців чемпіонату Австрії з легкої атлетики
Чемпіонат Австрії з легкої атлетики — щорічне змагання з легкої атлетики на відкритому повітрі, організоване Австрійською федерацією легкої атлетики. Воно є національним чемпіонатом Австрії з цього виду спорту. Змагання вперше було проведено в 1911 році, а жіночі змагання розпочаті в 1918 році. Окремі щорічні чемпіонати проводяться з бігу по пересіченій місцевості, шосейного бігу та спортивної ходьби.

## Чоловіки

### 100 метрів
- 1960: Ельмар Кунауер
- 1961: Вальдемар Бергер
- 1962: Герт Нестер
- 1963: Вальдемар Бергер
- 1964: Гюнтер Герер
- 1965: Герт Нестер
- 1966: Герт Нестер
- 1967: Аксель Непраунік
- 1968: Аксель Непраунік
- 1969: Аксель Непрауник
- 1970: Герт Герунтер
- 1971: Джеральд Герціг
- 1972: Аксель Непраунік
- 1973: Георг Регнер
- 1974: Георг Регнер
- 1975: Петро Матейка
- 1976: Гернот Массінг
- 1977: Петро Матейка
- 1978: Гернот Массінг
- 1979: Йозеф Майр
- 1980: Йозеф Майр
- 1981: Роланд Йокл
- 1982: Роланд Йокл
- 1983: Роланд Йокл
- 1984: Андреас Бергер
- 1985: Андреас Бергер
- 1986: Андреас Бергер
- 1987: Андреас Бергер
- 1988: Андреас Бергер
- 1989: Андреас Бергер
- 1990: Франц Ратценбергер
- 1991: Андреас Бергер
- 1992: Крістоф Пестингер
- 1993: Мартін Шютценауер
- 1994: Мартін Шютценауер
- 1995: Мартін Шютценауер
- 1996: Мартін Шютценауер
- 1997: Мартін Лачковічс
- 1998: Ельмар Ліхтенеггер
- 1999: Мартін Лачковічс
- 2000: Мартін Лачковічс
- 2001: Майкл Куммер
- 2002: Майкл Куммер
- 2003: Мартін Лачковічс
- 2004: Роланд Квітт
- 2005: Сергій Осович
- 2006: Мартін Лачковічс
- 200 метрів

- 1960: Ельмар Кунауер
- 1961: Ельмар Кунауер
- 1962: Хайнц-Георг Камлер
- 1963: Хайнц-Георг Камлер
- 1964: Герт Нестер
- 1965: Герт Нестер
- 1966: Герт Нестер
- 1967: Герт Нестер
- 1968: Аксель Непраунік
- 1969: Аксель Непрауник
- 1970: Герт Герунтер
- 1971: Герт Нестер
- 1972: Аксель Непраунік
- 1973: Гюнтер Вюрфель
- 1974: Гюнтер Вюрфель
- 1975: Гюнтер Вюрфель
- 1976: Гернот Массінг
- 1977: Петро Матейка
- 1978: Петро Матейка
- 1979: Алоїз Цеттль
- 1980: Хайнц Гуттер
- 1981: Роланд Йокл
- 1982: Роланд Йокл
- 1983: Роланд Йокл
- 1984: Андреас Бергер
- 1985: Андреас Бергер
- 1986: Андреас Бергер
- 1987: Андреас Бергер
- 1988: Андреас Бергер
- 1989: Андреас Бергер
- 1990: Юрген Бьокль
- 1991: Томас Реннер
- 1992: Крістоф Пестингер
- 1993: Томас Гріссер
- 1994: Томас Гріссер
- 1995: Томас Гріссер
- 1996: Андреас Рехбауер
- 1997: Крістоф Пестінгер
- 1998: Ганс-Петер Вельц
- 1999: Мартін Лачковічс
- 2000: Мартін Лачковічс
- 2001: Ганс-Петер Вельц
- 2002: Томас Шайдль
- 2003: Томас Шайдль
- 2004: Роланд Квітт
- 2005: Роланд Квітт
- 2006: Мартін Лачковічс

### 400 метрів
- 1960: Вольфганг Паттерманн
- 1961: Вольфганг Паттерманн
- 1962: Гельмут Гайд
- 1963: Пол Ваго
- 1964: Зігфрід Херле
- 1965: Герман Госп
- 1966: Пітер Грандек
- 1967: Ернст Цангерль
- 1968: Гельмут Гайд
- 1969: Альфред Вольф
- 1970: Альфред Вольф
- 1971: Герт Вайнхандль
- 1972: Альфред Вольф
- 1973: Герберт Шрауцер
- 1974: Герберт Шрауцер і Алоїс Цеттль
- 1975: Алоїз Цеттль
- 1976: Алекс Фортельний
- 1977: Алекс Фортельний
- 1978: Алекс ФортельнийАлекс Фортельний
- 1979: Алекс ФортельнийАлекс Фортельний
- 1980: Алекс ФортельнийАлекс Фортельний
- 1981: Гервіг Тавернаро
- 1982: Гервіг Тавернаро
- 1983: Томас Футтеркнехт
- 1984: Томас Футтеркнехт
- 1985: Томас Футтеркнехт
- 1986: Клаус Ерле
- 1987: Клаус Ерле
- 1988: Альфред Хугл
- 1989: Томас Футтеркнехт
- 1990: Альфред ХуглАльфред Хугл
- 1991: Андреас Рапек
- 1992: Клаус Ангерер
- 1993: Клаус АнгерерКлаус Ангерер
- 1994: Клаус АнгерерКлаус Ангерер
- 1995: Клаус АнгерерКлаус Ангерер
- 1996: Андреас Рехбауер
- 1997: Рафік Елуарді
- 1998: Андреас Рехбауер
- 1999: Андреас Рехбауер
- 2000: Андреас РехбауерАндреас Рехбауер
- 2001: Андреас РехбауерАндреас Рехбауер
- 2002: Андреас РехбауерАндреас Рехбауер
- 2003: Ральф Хегні
- 2004: Ральф ХегніРальф Хегні
- 2005: Ральф ХегніРальф Хегні
- 2006: Ральф ХегніРальф Хегні

### 800 метрів
- 1960: Рудольф Клабан
- 1961: Рудольф Клабан
- 1962: Рудольф Клабан
- 1963: Рудольф Клабан
- 1964: Рудольф Клабан
- 1965: Фолькер Тулцер
- 1966: Рудольф Клабан
- 1967: Фолькер Тулцер
- 1968: Герман Госп
- 1969: Герман Госп
- 1970: Фолькер Тулцер
- 1971: Вальтер Грабул
- 1972: Горст Ротауер
- 1973: Горст Ротауер
- 1974: Карл Сандер
- 1975: Горст Ротауер
- 1976: Гюнтер Піхлер
- 1977: Карл Сандер
- 1978: Роберт Немет
- 1979:  Майкл Гіллардт (AUS)
- 1980:  Майкл Гіллардт (AUS)
- 1981: Роберт Немет
- 1982: Роберт Немет
- 1983: Пітер Шварценполлер
- 1984: Гервіг Тавернаро
- 1985: Петер Сваричек
- 1986: Петер Сваричек
- 1987: Гервіг Тавернаро
- 1988: Карл Блаха
- 1989: Петер Сваричек
- 1990: Бернгард Ріхтер
- 1991: Вернер Едлер-Мюр
- 1992: Вернер Едлер-Мюр
- 1993: Майкл Вільднер
- 1994: Томас Ебнер
- 1995: Майкл Вільднер
- 1996: Майкл Вільднер
- 1997: Майкл Вільднер
- 1998: Олівер Мюнцер
- 1999: Вернер Едлер-Мюр
- 2000: Маріо Хендл
- 2001: Себастьян Реш
- 2002: Себастьян Реш
- 2003: Себастьян Реш
- 2004: Даніель Шпіцль
- 2005: Георг Млинек
- 2006: Андреас Рапац

### 1500 метрів
- 1960: Рудольф Клабан
- 1961: Рудольф Клабан
- 1962: Рудольф Клабан
- 1963: Рудольф Клабан
- 1964: Рудольф Клабан
- 1965: Рудольф Клабан
- 1966: Рудольф Клабан
- 1967: Рудольф Клабан
- 1968: Рудольф Клабан
- 1969: Генріх Гендльгубер
- 1970: Генріх Гендльгубер
- 1971: Вальтер Грабул
- 1972: Пітер Реттенбахер
- 1973: Дітмар Міллоніг
- 1974: Герберт Черніц
- 1975: Пітер Ліндтнер
- 1976: Дітмар Міллоніг
- 1977: Пітер Ліндтнер
- 1978: Дітмар Міллоніг
- 1979: Дітмар Міллоніг
- 1980:  Майкл Гіллардт (AUS)
- 1981: Роберт Немет
- 1982: Роберт Немет
- 1983: Роберт Немет
- 1984: Роберт Немет
- 1985: Роберт Немет
- 1986: Карл Блаха
- 1987: Карл БлахаКарл Блаха
- 1988: Карл БлахаКарл Блаха
- 1989: Карл БлахаКарл Блаха
- 1990: Карл БлахаКарл Блаха
- 1991: Вернер Едлер-Мюр
- 1992: Вернер Едлер-Мюр
- 1993: Бернгард Ріхтер
- 1994: Вернер Едлер-Мюр
- 1995: Томас Ебнер
- 1996: Томас Ебнер
- 1997: Вернер Едлер-Мюр
- 1998: Бернгард Ріхтер
- 1999: Гюнтер Вайдлінгер
- 2000: Гюнтер Вайдлінгер
- 2001: Роланд Вальднер
- 2002: Себастьян Реш
- 2003: Даніель Шпіцль
- 2004: Даніель Шпіцль
- 2005: Даніель Шпіцль
- 2006: Даніель Шпіцль

### 5000 метрів
- 1960: Ласло Танай
- 1961: Вальтер Штайнбах
- 1962: Горст Гансель
- 1963: Горст Ганзель
- 1964: Горст Ганзель
- 1965: Манфред Віхер
- 1966: Рудольф Клабан
- 1967: Рудольф Клабан
- 1968: Рудольф Клабан
- 1969: Генріх Гендльгубер
- 1970: Ганс Мюллер
- 1971: Губерт Міллоніг
- 1972: Йозеф Штайнер
- 1973: Генріх Гендльхубер
- 1974: Генріх Гендльхубер
- 1975: Дітмар Міллоніг
- 1976: Дітмар Міллоніг
- 1977: Дітмар Міллоніг
- 1978: Ервін Ваггер
- 1979: Ервін Ваггер
- 1980: Дітмар Міллоніг
- 1981: Дітмар Міллоніг
- 1982: Дітмар Міллоніг
- 1983: Дітмар Міллоніг
- 1984: Дітмар Міллоніг
- 1985: Герхард Хартманн
- 1986: Герхард Гартманн
- 1987: Герхард Гартманн
- 1988: Дітмар Міллоніг
- 1989: Герхард Хартманн
- 1990: Дітмар Міллоніг
- 1991: Дітмар Міллоніг
- 1992: Дітмар Міллоніг
- 1993: Міхаель Бухляйтнер
- 1994: Міхаель Бухляйтнер
- 1995: Майкл Бухляйтнер
- 1996: Вернер Едлер-Мюр
- 1997: Харальд Штайндорфер
- 1998: Міхаель Бухляйтнер
- 1999: Харальд Штайндорфер
- 2000: Бернгард Ріхтер
- 2001: Гаральд Штайндорфер
- 2002: Гаральд Штайндорфер
- 2003: Мартін Прьолль
- 2004: Гюнтер Вайдлінгер
- 2005: Гюнтер Вайдлінгер
- 2006: Мартін Прьолль

### 10 000 метрів
- 1960: Карл Лакнер
- 1961: Адольф Грюбер
- 1962: Адольф Грюбер
- 1963: Горст Ганзель
- 1964: Ернст Штекль
- 1965: Горст Ганзель
- 1966: Горст Ганзель
- 1967: Манфред Віхер
- 1968: Манфред Віхер
- 1969: Річард Фінк
- 1970: Ганс Мюллер
- 1971: Ганс Мюллер
- 1972: Ганс Мюллер
- 1973: Генріх Гендльгубер
- 1974: Генріх Гендльхубер
- 1975: Пітер Ліндтнер
- 1976: Генріх Глас
- 1977: Йозеф Штайнер
- 1978: Ервін Ваггер
- 1979: Дітмар Міллоніг
- 1980: Дітмар Міллоніг
- 1981: Дітмар Міллоніг
- 1982: Дітмар Міллоніг
- 1983: Ганнес Грубер
- 1984: Дітмар Міллоніг
- 1985: Дітмар Міллоніг
- 1986: Роберт Немет
- 1987: Роберт Немет
- 1988: Герхард Хартманн
- 1989: Герхард Хартманн
- 1990: Гельмут Шмук
- 1991: Дітмар Міллоніг
- 1992: Герхард Хартманн
- 1993: Дітмар Міллоніг
- 1994: Роберт Платцер
- 1995: Гельмут Шенк
- 1996: Терефе Меконен
- 1997: Міхаель Бухляйтнер
- 1998: Харальд Штайндорфер
- 1999: Харальд Штайндорфер
- 2000: Бернгард Ріхтер
- 2001: Гаральд Штайндорфер
- 2002: Гаральд Штайндорфер
- 2003: Гюнтер Вайдлінгер
- 2004: Гюнтер Вайдлінгер
- 2005: Гюнтер Вайдлінгер
- 2006: Мартін Прьолль

### Біг на 10 км
- 2005: Гюнтер Вайдлінгер
- 2006: Гюнтер Вайдлінгер

### Півмарафон
- 1992: Дітмар Міллоніг
- 1993: Гельмут Шмук
- 1994: Макс Веніш
- 1995: Майкл Бухляйтнер
- 1996: Макс Веніш
- 1997: Міхаель Бухляйтнер
- 1998: Крістіан Пфлюгль
- 1999: Роберт Платцер
- 2000: Роман Вегер
- 2001: Роман Вегер
- 2002: Роман Вегер
- 2003: Харальд Штайндорфер
- 2004: Маркус Гогенвартер
- 2005: Маркус Гогенвартер

### Біг на 25 км
- 1960: Адольф Грюбер
- 1961: Адольф Грюбер
- 1962: Ернст Штекль
- 1963: Ернст Штекль
- 1964: Ганс Слузак
- 1965: Адольф Грюбер
- 1966: Ганс Слузак
- 1967: Георг Фьорстер
- 1968: Геро Грабенвартер
- 1969: Хайнц Кемінгер
- 1970: Йозеф Хаген
- 1971: Річард Фінк
- 1972: Георг Фьорстер
- 1973: Ганс Мюллер
- 1974: Річард Фінк
- 1975: Річард Фінк
- 1976: Генріх Гендльхубер
- 1977: Ігнац Вауде
- 1978: Генріх Гендльгубер
- 1979: Йозеф Штайнер
- 1980: Пітер Пфайфенбергер
- 1981: Герхард Гартманн
- 1982: Герхард Гартманн
- 1983: Герхард Гартманн
- 1984: Ганнес Грубер
- 1985: Хансйорг Рендль
- 1986: Дітмар Міллоніг
- 1987: Пітер Шац
- 1988: Гельмут Шмук
- 1989: Гельмут Шмук
- 1990: Гельмут Шмук
- 1991: Дітмар Міллоніг

### Марафон
- 1960: Адольф Грюбер
- 1961: Адольф Грюбер
- 1962: Адольф Грюбер
- 1963: Адольф Грюбер
- 1964: Гельмут Ріхтер
- 1965: Гельмут Ріхтер
- 1966: Гельмут Ріхтер
- 1967: Георг Фьорстер
- 1968: Георг Фьорстер
- 1969: Георг Фьорстер
- 1970: Георг Фьорстер
- 1971: Георг Фьорстер
- 1972: Ганс Мюллер
- 1973: Георг Фьорстер
- 1974: Георг Фьорстер
- 1975: Річард Фінк
- 1976: Франц Пумхьосль
- 1977: Ігнац Вауде
- 1978: Мартін Келер
- 1979: Йозеф Штайнер
- 1980: Бальтазар Прашбергер
- 1981: Йозеф Штайнер
- 1982: Губерт Гаас
- 1983: Готфрід Нойвірт
- 1984: Герхард Гартманн
- 1985: Пітер Шац
- 1986: Хансйорг Рендль
- 1987: Герхард Гартманн
- 1988: Горст Ретель
- 1989: Еріх Кокалі
- 1990: Гельмут Шмук
- 1991: Рольф Теуер
- 1992: Герхард Хартманн
- 1993: Пітер Пфайфенбергер
- 1994: Макс Веніш
- 1995: Макс Веніш
- 1996: Макс Веніш
- 1997: Крістіан Кремсленер
- 1998: Харальд Бауер
- 1999: Ніколас Селінджер
- 2000: Макс Веніш
- 2001: Роман Вегер
- 2002: Макс Веніш
- 2003: Майкл Бухляйтнер
- 2004: Роман Вегер
- 2005: Еріх Кокалі
- 2006: Роман Вегер

### 3000 метрів з перешкодами
- 1960: Вальтер Штайнбах
- 1961: Вальтер Штайнбах
- 1962: Горст Гансель
- 1963: Горст Ганзель
- 1964: Горст Ганзель
- 1965: Манфред Віхер
- 1966: Манфред Віхер
- 1967: Манфред Віхер
- 1968: Манфред Віхер
- 1969: Пітер Реттенбахер
- 1970: Ганс Мюллер
- 1971: Ганс Мюллер
- 1972: Фріц Кефер
- 1973: Пітер Ліндтнер
- 1974: Пітер Ліндтнер
- 1975: Пітер Ліндтнер
- 1976: Пітер Ліндтнер
- 1977: Пітер Ліндтнер
- 1978: Вольфганг Конрад
- 1979: Вольфганг Конрад
- 1980: Вольфганг Конрад
- 1981: Пітер Пфайфенбергер
- 1982: Вольфганг Конрад
- 1983: Ганнес Грубер
- 1984: Ганнес Грубер
- 1985: Вольфганг Конрад
- 1986: Вольфганг Конрад
- 1987: Пітер Пфайфенбергер
- 1988: Вольфганг Фріц
- 1989: Вольфганг Фріц
- 1990: Міхаель Бухляйтнер
- 1991: Вольфганг Фріц
- 1992: Міхаель Бухляйтнер
- 1993: Ганс Фандер
- 1994: Ганс Фандер
- 1995: Ганс Фандер
- 1996: Євген Сонг
- 1997: Гюнтер Вайдлінгер
- 1998: Гюнтер Вайдлінгер
- 1999: Гюнтер Вайдлінгер
- 2000: Георг Млинек
- 2001: Георг Млинек
- 2002: Мартін Прьолль
- 2003: Гюнтер Вайдлінгер
- 2004: Мартін Прьолль
- 2005: Мартін Прьолль
- 2006: Гюнтер Вайдлінгер

### 110 метрів з бар'єрами
- 1960: Рейнхольд Флашбергер
- 1961: Ганс Мухіч
- 1962: Конрад Лерх
- 1963: Гельмут Гайд
- 1964: Гельмут Гайд
- 1965: Гюнтер Зікелі
- 1966: Гюнтер Зікелі
- 1967: Горст Мандль
- 1968: Горст Мандль
- 1969: Горст Мандль
- 1970: Герт Герунтер
- 1971: Клаус Потч
- 1972: Клаус Потч
- 1973: Армін Вілас
- 1974: Зепп Цайльбауер
- 1975: Армін Вілас
- 1976: Армін Вілас
- 1977: Армін Вілас
- 1978: Зепп Цайльбауер
- 1979: Зепп Цайльбауер
- 1980: Герберт Крейнер
- 1981: Герберт Крейнер
- 1982: Герберт Крейнер
- 1983: Герберт Крейнер
- 1984: Герберт Крейнер
- 1985: Курт Кріглер
- 1986: Томас Вейман
- 1987: Норберт Томашек
- 1988: Томас Вейман
- 1989: Томас Вейман
- 1990: Губерт Петц
- 1991: Гервіг Реттль
- 1992: Гервіг Реттль
- 1993: Крістіан Майслінгер
- 1994: Марк Макrой
- 1995: Гервіг Реттль
- 1996: Крістіан Майслінгер
- 1997: Ельмар Ліхтенеггер
- 1998: Ельмар Ліхтенеггер
- 1999: Ельмар Ліхтенеггер
- 2000: Ельмар Ліхтенеггер
- 2001: Ельмар Ліхтенеггер
- 2002: Ельмар Ліхтенеггер
- 2003: Лео Гудек
- 2004: Лео Гудек
- 2005: Ельмар Ліхтенеггер
- 2006: Ельмар Ліхтенеггер

### 200 метрів з бар'єрами
- 1961: Гельмут Гайд
- 1962: Гельмут Гайд
- 1963: Гельмут Гайд
- 1964: Гельмут Гайд
- 1965: Герт Герунтер

### 400 метрів з бар'єрами
- 1960: Ганс Мухіч
- 1961: Гельмут Гайд
- 1962: Гельмут Гайд
- 1963: Гельмут Гайд
- 1964: Гельмут Гайд
- 1965: Гельмут Гайд
- 1966: Роберт Кропюнік
- 1967: Гельмут Гайд
- 1968: Гельмут Гайд
- 1969: Гельмут Гайд
- 1970: Роберт Кропюник
- 1971: Гельмут Гайд
- 1972: Гельмут Гайд
- 1973: Герт Вайнхандль
- 1974: Герт Вайнхандль
- 1975: Герт Вайнхандль
- 1976: Герт Вайнхандль
- 1977: Фелікс Рюммеле
- 1978: Фелікс Рюммеле
- 1979: Фелікс Рюммеле
- 1980: Фелікс Рюммеле
- 1981: Фелікс Рюммеле
- 1982: Герберт Крейнер
- 1983: Томас Футтеркнехт
- 1984: Томас Футтеркнехт
- 1985: Томас Футтеркнехт
- 1986: Томас Футтеркнехт
- 1987: Клаус Ерле
- 1988: Клаус Ерле
- 1989: Клаус Ерле
- 1990: Клаус Ерле
- 1991: Клаус Ерле
- 1992: Пітер Нолл
- 1993: Андреас Рапек
- 1994: Пітер Нолл
- 1995: Пітер Нолл
- 1996: Пітер Нолл
- 1997: Пітер Нолл
- 1998: Карл Ленг
- 1999: Карл Ленг
- 2000: Карл Ланг
- 2001: Карл Ланг
- 2002: Карл Ланг
- 2003: Карл Ланг
- 2004: Ральф Хегні
- 2005: Готхард Шопф
- 2006: Готхард Шопф

### Стрибки у висоту
- 1960: Гельмут Доннер
- 1961: Гельмут Доннер
- 1962: Вальтер Швімберскі
- 1963: Гельмут Доннер
- 1964: Гельмут Доннер
- 1965: Гельмут Доннер
- 1966: Герберт Янко
- 1967: Герберт Янко
- 1968: Герберт Янко
- 1969: Вольфганг Штайнбах
- 1970: Горст Мандль
- 1971: Ганс Крепаз
- 1972: Волтер Гуркер
- 1973: Горст Мандль
- 1974: Вольфганг Чирк
- 1975: Вольфганг Чирк
- 1976: Вольфганг Чирк
- 1977: Вольфганг Чирк
- 1978: Вольфганг Чирк
- 1979: Вольфганг Чирк
- 1980: Вольфганг Чирк
- 1981: Вольфганг Чирк
- 1982: Вольфганг Чирк
- 1983: Вольфганг Чирк
- 1984: Вольфганг Чирк
- 1985: Маркус Айнбергер
- 1986: Готфрід Віттгрубер
- 1987: Маркус Айнбергер
- 1988: Маркус Айнбергер
- 1989: Маркус Айнбергер
- 1990: Вольфганг Чирк
- 1991: Вольфганг Чирк
- 1992: Нікі Грунднер
- 1993: Нікі Грунднер
- 1994: Павло Ванічек
- 1995: Гюнтер Гаспер
- 1996: Павло Ванічек
- 1997: Павло Ванічек
- 1998: Ервін Райтерер
- 1999: Павло Ванічек
- 2000: Павло Ванічек
- 2001: Гюнтер Гаспер
- 2002: Павло Ванічек
- 2003: Павло Ванічек
- 2004: Гюнтер Гаспер
- 2005: Павло Ванічек
- 2006: Мартін Калсс

### Стрибки з жердиною
- 1960: Карл Бауер
- 1961: Карл Бауер
- 1962: Гюнтер Ґратцер
- 1963: Гюнтер Ґратцер
- 1964: Гюнтер Ґратцер
- 1965: Карл Бауер
- 1966: Інго Пейкер
- 1967: Пітер Цвергер
- 1968: Інго Пейкер
- 1969: Пітер Цвергер
- 1970: Петер Фібер
- 1971: Інго Пейкер
- 1972: Інго Пейкер
- 1973: Інго Пейкер
- 1974: Лукас Реттенбахер
- 1975: Зепп Цайльбауер
- 1976: Зепп Цайльбауер
- 1977: Герхард Паргер
- 1978: Рейнхард Лехнер
- 1979: Лукас Реттенбахер
- 1980: Рейнхард Лехнер
- 1981: Рейнхард Лехнер
- 1982: Герман Ферінгер
- 1983: Герман Ферінгер
- 1984: Герман Ферінгер
- 1985: Джеральд Кагер
- 1986: Герман Ферінгер
- 1987: Герман Ферінгер
- 1988: Джеральд Кагер
- 1989: Герман Ферінгер
- 1990: Герман Ферінгер
- 1991: Герман Ферінгер
- 1992: Мартін Тішлер
- 1993: Мартін Тішлер
- 1994: Герман Ферінгер
- 1995: Герман Ферінгер
- 1996: Герман Ферінгер
- 1997: Стефан Кляйн і Маркус Волек
- 1998: Мартін Сір
- 1999: Мартін Сір
- 2000: Мартін Тішлер
- 2001: Мартін Тішлер
- 2002: Мартін Тішлер
- 2003: Томас Агер
- 2004: Томас Теббіч
- 2005: Томас Агер
- 2006: Томас Агер

### Довгі стрибки
- 1960: Ганс Мухіч
- 1961: Ганс Мухіч
- 1962: Горст Мандль
- 1963: Герхард Ммашек
- 1964: Горст Мандль
- 1965: Горст Мандль
- 1966: Горст Мандль
- 1967: Інго Пейкер
- 1968: Інго Пейкер
- 1969: Джеральд Вейксельбаумер
- 1970: Інго Пейкер
- 1971: Джеральд Герціг
- 1972: Джеральд Вейксельбаумер
- 1973: Гельмут Мацнер
- 1974: Гельмут Мацнер
- 1975: Гельмут Мацнер
- 1976: Олександр Ляйтнер
- 1977: Георг Вертнер
- 1978: Вернер Преннер
- 1979: Джеральд Герціг
- 1980: Вільям Рі
- 1981: Вернер Преннер
- 1982: Джеральд Кагер
- 1983: Вернер Преннер
- 1984: Альфред Стаммер
- 1985: Альфред Стаммер
- 1986: Тедді Штайнмайр
- 1987: Андреас Штайнер
- 1988: Андреас Штайнер
- 1989: Тедді Штайнмайр
- 1990: Тедді Штайнмайр
- 1991: Тедді Штайнмайр
- 1992: Тедді Штайнмайр
- 1993: Тедді Штайнмайр
- 1994: Манфред Ауінгер
- 1995: Тедді Штайнмайр
- 1996: Мартін Льобель
- 1997: Мартін Льобель
- 1998: Мартін Льобель
- 1999: Гаральд Вайзер
- 2000: Даніель Хагшпіль
- 2001: Мартін Льобель
- 2002: Ісагані Пейчар
- 2003: Роланд Шварцль
- 2004: Ісагані Пейчар
- 2005: Ісагані Пейчар
- 2006: Чаба Секелі

### Потрійні стрибоки
- 1960: Вольфганг Фекетефельді
- 1961: Генріх Батік
- 1962: Генріх Батік
- 1963: Вернер Вонблон
- 1964: Горст Мандль
- 1965: Горст Мандль
- 1966: Горст Мандль
- 1967: Горст Мандль
- 1968: Горст Мандль
- 1969: Горст Мандль
- 1970: Горст Мандль
- 1971: Горст Мандль
- 1972: Горст Мандль
- 1973: Гельмут Мацнер
- 1974: Гельмут Мацнер
- 1975: Гельмут Мацнер
- 1976: Генріх Лібаль
- 1977: Георг Вертнер
- 1978: Генріх Лібаль
- 1979: Георг Вертнер
- 1980: Георг Вертнер
- 1981: Гаральд Флоріан
- 1982: Георг Вертнер
- 1983: Адольф Ронге
- 1984: Альфред Стаммер
- 1985: Альфред Стаммер
- 1986: Альфред Стаммер
- 1987: Альфред Стаммер
- 1988: Альфред Стаммер
- 1989: Альфред Стаммер
- 1990: Альфред Стаммер
- 1991: Альфред Стаммер
- 1992: Альфред Стаммер
- 1993: Альфред Стаммер
- 1994: Майкл Майргофер
- 1995: Альфред Стаммер
- 1996: Клаус Біберауер
- 1997: Борис Бьянов
- 1998: Клаус Біберауер
- 1999: Борис Бьянов
- 2000: Борис Бьянов
- 2001: Борис Бьянов
- 2002: Клаус Біберауер
- 2003: Клаус Біберауер
- 2004: Клаус Біберауер
- 2005: Міхаель Мельшль
- 2006: Чаба Секелі

### Метання ядра
- 1960: Альфред Тучек
- 1961: Ганс Пьотш
- 1962: Вернер Ерліх
- 1963: Хеймо Рейніцер
- 1964: Ернст Соудек
- 1965: Ганнес Шульце-Бауер
- 1966: Ганс Пьотш
- 1967: Ганс Пьотш
- 1968: Ганс Печ
- 1969: Ганнес Шульце-Бауер
- 1970: Ганс Печ
- 1971: Ганнес Шульце-Бауер
- 1972: Хаймо Рейніцер
- 1973: Ганнес Шульце-Бауер
- 1974: Герман Нойдольт
- 1975: Вольф Бялончик
- 1976: Герман Нойдольт
- 1977: Герман Нойдольт
- 1978: Герман Нойдольт
- 1979: Ервін Вайцль
- 1980: Ервін Вайцль
- 1981: Ервін Вайцль
- 1982: Ервін Вайцль
- 1983: Ервін Вайцль
- 1984: Ервін Вайцль
- 1985: Ервін Вайцль
- 1986: Ервін Вайцль
- 1987: Клаус Боденмюллер
- 1988: Ервін Вайцль
- 1989: Клаус Боденмюллер
- 1990: Крістіан Небл
- 1991: Клаус Боденмюллер
- 1992: Клаус Боденмюллер
- 1993: Клаус Боденмюллер
- 1994: Крістіан Небл
- 1995: Крістіан Небл
- 1996: Крістіан Небл
- 1997: Андреас Власні
- 1998: Ервін Піркльбауер
- 1999: Андреас Власні
- 2000: Ервін Піркльбауер
- 2001: Андреас Власні
- 2002: Ервін Піркльбауер
- 2003: Ервін Піркльбауер
- 2004: Герхард Ціллнер
- 2005: Герхард Ціллнер
- 2006: Мартін Грацер

### Метання диска
- 1960: Герберт Егерманн
- 1961: Герберт Егерманн
- 1962: Герберт Егерманн
- 1963: Хеймо Рейніцер
- 1964: Ернст Соудек
- 1965: Хаймо Рейніцер
- 1966: Хаймо Рейніцер
- 1967: Ернст Соудек
- 1968: Хаймо Рейніцер
- 1969: Ганс Матоус
- 1970: Хаймо Рейніцер
- 1971: Хаймо Рейніцер
- 1972: Хаймо Рейніцер
- 1973: Ганс Матоус
- 1974: Ганс Матоус
- 1975: Ганс Матоус
- 1976: Ганс Матоус
- 1977: Ганс Матоус
- 1978: Ганс Матоус
- 1979: Георг Франк
- 1980: Ервін Вайцль
- 1981: Георг Франк
- 1982: Арно Рупп
- 1983: Ервін Вайцль
- 1984: Арно Рупп
- 1985: Арно Рупп
- 1986: Ервін Вайцль
- 1987: Ервін Вайцль
- 1988: Ервін Вайцль
- 1989: Ервін Вайцль
- 1990: Ервін Вайцль
- 1991: Альфред Рамлер
- 1992: Ервін Піркльбауер
- 1993: Ервін Піркльбауер
- 1994: Ервін Піркльбауер
- 1995: Ервін Піркльбауер
- 1996: Ервін Піркльбауер
- 1997: Ервін Піркльбауер
- 1998: Ервін Піркльбауер
- 1999: Ервін Піркльбауер
- 2000: Ервін Піркльбауер
- 2001: Герхард Маєр
- 2002: Герхард Маєр
- 2003: Герхард Маєр
- 2004: Герхард Маєр
- 2005: Герхард Маєр
- 2006: Герхард Маєр

### Метання молота
- 1960: Генріх Тун
- 1961: Генріх Тун
- 1962: Генріх Тун
- 1963: Генріх Тун
- 1964: Генріх Тун
- 1965: Клаус Вінтер
- 1966: Генріх Тун
- 1967: Ганс Пьотш
- 1968: Ганс Печ
- 1969: Ганс Пьотш
- 1970: Ганс Печ
- 1971: Ганс Пьотш
- 1972: Пітер Стернад
- 1973: Пітер Стернад
- 1974: Пітер Стернад
- 1975: Пітер Стернад
- 1976: Пітер Стернад
- 1977: Хаймо Фіртбауер
- 1978: Пітер Стернад
- 1979: Пітер Стернад
- 1980: Пітер Стернад
- 1981: Йоганн Лінднер
- 1982: Йоганн Лінднер
- 1983: Йоганн Лінднер
- 1984: Йоганн Лінднер
- 1985: Йоганн Лінднер
- 1986: Йоганн Лінднер
- 1987: Йоганн Лінднер
- 1988: Йоганн Лінднер
- 1989: Йоганн Лінднер
- 1990: Йоганн Лінднер
- 1991: Йоганн Лінднер
- 1992: Йоганн Лінднер
- 1993: Йоганн Лінднер
- 1994: Йоганн Лінднер
- 1995: Вальтер Едлетич
- 1996: Вальтер Едлетич
- 1997: Вальтер Едлетич
- 1998: Вальтер Едлетич
- 1999: Вальтер Едлетич
- 2000: Вальтер Едлетич
- 2001: Вальтер Едлетич
- 2002: Вальтер Едлетич
- 2003: Вальтер Едлетич
- 2004: Бенджамін Сіарт
- 2005: Бенджамін Сіарт
- 2006: Бенджамін Сіарт

### Метання списа
- 1960: Франц Дебеф
- 1961: Франц Лебербауер
- 1962: Франц Лебербауер
- 1963: Франц Лебербауер
- 1964: Вальтер Пектор
- 1965: Вальтер Пектор
- 1966: Вальтер Пектор
- 1967: Вальтер Пектор
- 1968: Вальтер Пектор
- 1969: Гельмут Шенбіхлер
- 1970: Гельмут Шенбіхлер
- 1971: Вальтер Пектор
- 1972: Карл Прегль
- 1973: Гельмут Шенбіхлер
- 1974: Вальтер Пектор
- 1975: Вальтер Пектор
- 1976: Вальтер Пектор
- 1977: Вільгельм Малле
- 1978: Вільгельм Малле
- 1979: Георг Вертнер
- 1980: Георг Вертнер
- 1981: Георг Вертнер
- 1982: Карл Прегль
- 1983: Георг Вертнер
- 1984: Георг Вертнер
- 1985: Вольфганг Шпанн
- 1986: Отто Петрович
- 1987: Вольфганг Шпанн
- 1988: Георг Вертнер
- 1989: Отто Петрович
- 1990: Отто Петрович
- 1991: Отто Петрович
- 1992: Томас Піхлер
- 1993: Грегор Хеглер
- 1994: Грегор Хеглер
- 1995: Грегор Хеглер
- 1996: Грегор Хеглер
- 1997: Грегор Хеглер
- 1998: Грегор Хеглер
- 1999: Грегор Хеглер
- 2000: Грегор Хеглер
- 2001: Грегор Хеглер
- 2002: Грегор Хеглер
- 2003: Грегор Хеглер
- 2004: Макс Лінхер
- 2005: Клаус Амброш
- 2006: Грегор Хеглер

### П'ятиборство
- 1960: Франц Лебербауер
- 1961: Герберт Егерманн
- 1962: Франц Лебербауер
- 1963: Манфред Віхер
- 1964: Пітер Шобер
- 1965: Ансельм Урбанек
- 1966: Роберт Кропюнік
- 1967: Горст Мандль
- 1968: Горст Мандль
- 1969: Райнер Деш
- 1970: Райнер Деш
- 1971: Зепп Цайльбауер
- 1972: Райнер Деш

### Десятиборство
- 1960: Ганс Мухіч
- 1961: Ганс Мухіч
- 1962: Ганс Мухіч
- 1963: Горст Мандль
- 1964: Горст Мандль
- 1965: Горст Мандль
- 1966: Інго Пейкер
- 1967: Інго Пейкер
- 1968: Герт Герунтер
- 1969: Горст Мандль
- 1970: Горст Мандль
- 1971: Горст Мандль
- 1972: Інго Пейкер
- 1973: Зепп Цайльбауер
- 1974: Зепп Цайльбауер
- 1975: Георг Вертнер
- 1976: Зепп Цайльбауер
- 1977: Георг Вертнер
- 1978: Зепп Цайльбауер
- 1979: Георг Вертнер
- 1980: Георг Вертнер
- 1981: Зепп Цайльбауер
- 1982: Георг Вертнер
- 1983: Вольфганг Шпанн
- 1984: Георг Вертнер
- 1985: Юрген Мандль
- 1986: Георг Вертнер
- 1987: Майкл Арнольд
- 1988: Георг Вертнер
- 1989: Гернот Келлермайр
- 1990: Майкл Арнольд

- 1991: Ервін Райтерер
- 1992: Мартін Кренн
- 1993: Лео Гудек
- 1994: Лео Гудек
- 1995: Герхард Розер
- 1996: Томас Теббіч
- 1997: Томас Теббіч
- 1998: Клаус Амброш
- 1999: Клаус Амброш
- 2000: Томас Лорбер
- 2001: Маркус Валзер
- 2002: Клаус Амброш
- 2003: Роланд Шварцль
- 2004: Томас Теббіч
- 2005: Маркус Валзер

### 10 000 метрів ходьби
- 1975: Вольфганг Бургшталлер
- 1976: Вольфганг Бургшталлер
- 1977: Вольфганг Бургшталлер
- 1978: Йоганн Зігеле
- 1979: Мартін Топорек
- 1980: Мартін Топорек

### 20 кілометрів пішки
Траса змагань 2002 року була на один кілометр довша.
- 1977: Вольфганг Бургшталлер
- 1978: Йоганн Зігеле
- 1979: Вілфрід Зігел
- 1980: Вільфрід Зігел
- 1981: Мартін Топорек
- 1982: Мартін Топорек
- 1983: Мартін Топорек
- 1984: Мартін Топорек
- 1985: Мартін Топорек
- 1986: Мартін Топорек
- 1987: Мартін Топорек
- 1988: Стефан Вогербауер
- 1989: Стефан Вогербауер
- 1990: Мартін Топорек
- 1991: Мартін Топорек
- 1992: Стефан Вогербауер
- 1993: Стефан Вогербауер
- 1994: Стефан Вогербауер
- 1995: Стефан Вогербауер
- 1996: Стефан Вогербауер
- 1997: Стефан Вогербауер
- 1998: Стефан Вогербауер
- 1999: Стефан Вогербауер
- 2000: Стефан Вогербауер
- 2001: Стефан Вогербауер
- 2002: Стефан Вогербауер
- 2003: Стефан Вогербауер
- 2004: Норберт Юнг
- 2005: Норберт Юнг
- 2006: Норберт Юнг

### 50 кілометрів пішки
- 1980: Йоганн Зігеле
- 1981: Вілфрід Зігел
- 1982: Вілфрід Зігел
- 1983: Вілфрід Зігел
- 1984: Вілфрід Зігел
- 1985: Йоганн Зігеле
- 1986: Вілфрід Зігел
- 1987: Стефан Вогербауер
- 1988: Стефан Вогербауер
- 1989: Стефан Вогербауер
- 1990: Стефан Вогербауер
- 1991: Мартін Топорек
- 1992: Стефан Вогербауер
- 1993: Стефан Вогербауер
- 1994: Стефан Вогербауер
- 1995: Стефан Вогербауер
- 1996: Стефан Вогербауер
- 1997: Стефан Вогербауер
- 1998: Стефан Вогербауер
- 1999: Стефан Вогербауер
- 2000: Стефан Вогербауер
- 2001: Стефан Вогербауер
- 2002: Стефан Вогербауер
- 2003: Стефан Вогербауер
- 2004: Стефан Вогербауер
- 2005: Дітмар Хіршмюгль

### Крос (довга дистанція)
- 1960: Карл Лакнер
- 1961: Карл Лакнер
- 1962: Карл Лакнер
- 1963: Горст Ганзель
- 1964: Горст Ганзель
- 1965: Горст Ганзель
- 1966: Горст Ганзель
- 1967: Ганс Бергер
- 1968: Манфред Віхер
- 1969: Ганс Мюллер
- 1970: Ганс Мюллер
- 1971: Ганс Мюллер
- 1972: Ганс Мюллер
- 1973: Ганс Мюллер
- 1974: Річард Фінк
- 1975: Дітмар Міллоніг
- 1976: Йозеф Штайнер
- 1977: Генріх Гендльхубер
- 1978: Дітмар Міллоніг
- 1979: Дітмар Міллоніг
- 1980: Дітмар Міллоніг
- 1981: Герхард Гартманн
- 1982: Герхард Гартманн
- 1983: Герхард Гартманн
- 1984: Герхард Гартманн
- 1985: Герхард Хартманн
- 1986: Герхард Гартманн
- 1987: Герхард Гартманн
- 1988: Герхард Хартманн
- 1989: Герхард Хартманн
- 1990: Герхард Хартманн
- 1991: Герхард Хартманн
- 1992: Герхард Хартманн
- 1993: Дітмар Міллоніг
- 1994: Міхаель Бухляйтнер
- 1995: Гельмут Шмук
- 1996: Гельмут Шмук
- 1997: Міхаель Бухляйтнер
- 1998: Міхаель Бухляйтнер
- 1999: Гельмут Шмук
- 2000: Майкл Бухляйтнер
- 2001: Гюнтер Вайдлінгер
- 2002: Майкл Бухляйтнер
- 2003: Гюнтер Вайдлінгер
- 2004: Крістіан Пфлюгль
- 2005: Гюнтер Вайдлінгер
- 2006: Гюнтер Вайдлінгер

### Крос (коротка дистанція)
- 1960: Ласло Танай
- 1961: Вальтер Штайнбах
- 1962: Фолькер Тулцер
- 1963: Фолькер Тулцер
- 1964: Манфред Віхер
- 1965: Фолькер Тулцер
- 1966: Фолькер Тулцер
- 1967: Рудольф Клабан
- 1968: Генріх Гендльгубер
- 1969: Курт Майєр
- 1970: Франц Граф
- 1971: Генріх Гендльхубер
- 1972: Герберт Черніц
- 1973: Генріх Гендльхубер
- 1974: Генріх Гендльхубер
- 1975: Генріх Гендльхубер
- 1976: Пітер Ліндтнер
- 1977: Пітер Ліндтнер
- 1978: Пітер Ліндтнер
- 1979: Вольфганг Конрад
- 1980: Вольфганг Конрад
- 1981: Роберт Немет
- 1982: Роберт Немет
- 1983: Ганнес Грубер
- 1984: Роберт Немет
- 1985: Вольфганг Конрад
- 1986: Дітмар Міллоніг
- 1987: Роберт Немет
- 1988: Вольфганг Конрад
- 1989: Томас Фарінгер
- 1990: Гельмут Шмук
- 1991: Майкл Бухляйтнер і Бернхард Ріхтер
- 1992: Бернгард Ріхтер
- 1993: Бернгард Ріхтер
- 1994: Бернгард Ріхтер
- 1995: Бернгард Ріхтер
- 1996: Вольфганг Фріц
- 1997: Томас Ебнер
- 1998: Гюнтер Вайдлінгер
- 1999: Крістіан Пфлюгль
- 2000: Гюнтер Вайдлінгер
- 2001: Гюнтер Вайдлінгер
- 2002: Гюнтер Вайдлінгер
- 2003: Гюнтер Вайдлінгер
- 2004: Гюнтер Вайдлінгер
- 2005: Гюнтер Вайдлінгер
- 2006: Гюнтер Вайдлінгер

### Гірський біг
- 1984: Еріх Амманн
- 1985: Гельмут Штульпфаррер
- 1986: Гельмут Штульпфаррер
- 1987: Пітер Шац
- 1988: Гельмут Шмук
- 1989: Флоріан Штерн
- 1990: Гельмут Штульпфаррер
- 1991: Гельмут Шмук
- 1992: Карл Зіссер
- 1993: Гельмут Шмук
- 1994: Гельмут Шмук
- 1995: Гельмут Шмук
- 1996: Гельмут Шмук
- 1997: Пітер Шац
- 1998: Гельмут Шмук
- 1999: Гельмут Шмук
- 2000: Гельмут Шмук
- 2001: Гельмут Шмук
- 2002: Алоїс Редл
- 2003: Гельмут Шмук
- 2004: Гельмут Шмук
- 2005: Флоріан Хайнцле
- 2006: Олександр Рідер

## Жінки

### 100 метрів
- 1960: Улла Флегель
- 1961: Моніка Кагер
- 1962: Дорлі Тішнер
- 1963: Гайді Лехлойтнер
- 1964: Інге Айгнер
- 1965: Хельга Капфер
- 1966: Хельга Капфер
- 1967: Хельга Капфер
- 1968: Інге Айгнер
- 1969: Еріка Крен
- 1970: Брігіт Ортнер
- 1971: Хельга Капфер
- 1972: Кароліна Кефер
- 1973: Кароліна Кефер
- 1974: Кароліна Кефер
- 1975: Кароліна Кефер
- 1976: Брігіт Хаест
- 1977: Кароліна Кефер
- 1978: Кароліна Кефер
- 1979: Брігіт Хаест
- 1980: Кароліна Кефер
- 1981: Петра Преннер
- 1982: Інгеборг Брюстле
- 1983: Кароліна Кефер
- 1984: Сабіна Зайтль
- 1985: Герда Хаас
- 1986: Герда Хаас
- 1987: Елізабет Норц
- 1988: Сабіна Зайтль
- 1989: Сабіна Трегер
- 1990: Сабіна Трегер
- 1991: Сабіна Трегер
- 1992: Сабіна Трегер
- 1993: Сабіна Трегер
- 1994: Сабіна Трегер
- 1995: Сабіна Кірхмаєр
- 1996: Сабіна Кірхмаєр
- 1997: Карін Майр-Кріфка
- 1998: Карін Майр-Кріфка
- 1999: Карін Майр-Кріфка
- 2000: Карін Майр-Кріфка
- 2001: Беттіна Мюллер-Вайсіна
- 2002: Карін Майр-Кріфка
- 2003: Карін Майр-Кріфка
- 2004: Беттіна Мюллер-Вайсіна
- 2005: Карін Майр-Кріфка
- 2006: Беттіна Мюллер-Вайсіна

### 200 метрів
- 1960: Грете Босняк
- 1961: Ерна Ауер
- 1962: Моніка Кагер
- 1963: Гайді Лехлойтнер
- 1964: Інге Айгнер
- 1965: Інге Айгнер
- 1966: Хельга Капфер
- 1967: Інге Айгнер
- 1968: Інге Айгнер
- 1969: Хельга Капфер
- 1970: Хельга Капфер
- 1971: Хельга Капфер
- 1972: Кароліна Кефер
- 1973: Кароліна Кефер
- 1974: Кароліна Кефер
- 1975: Кароліна Кефер
- 1976: Крістіане Вільдшек
- 1977: Кароліна Кефер
- 1978: Кароліна Кефер
- 1979: Кароліна Кефер
- 1980: Кароліна Кефер
- 1981: Елізабет Петучніг
- 1982: Елізабет Петучніг
- 1983: Кароліна Кефер
- 1984: Грейс Парді
- 1985: Герда Хаас
- 1986: Герда Хаас
- 1987: Герда Хаас
- 1988: Герда Хаас
- 1989: Сабіна Трегер
- 1990: Сабіна Трегер
- 1991: Сабіна Трегер
- 1992: Сабіна Трегер
- 1993: Сабіна Трегер
- 1994: Сабіна Трегер
- 1995: Сабіна Кірхмаєр
- 1996: Сабіна Кірхмаєр
- 1997: Карін Майр-Кріфка
- 1998: Стефані Холлвегер
- 1999: Сабіна Мік
- 2000: Карін Майр-Кріфка
- 2001: Б'янка Дюрр
- 2002: Карін Майр-Кріфка
- 2003: Карін Майр-Кріфка
- 2004: Карін Майр-Кріфка
- 2005: Карін Майр-Кріфка
- 2006: Доріс Розер

### 400 метрів
- 1961: Марія Пфайффер
- 1962: Марія Пфайффер
- 1963: Бербл Шац
- 1964: Бербл Шац
- 1965: Бербл Шац
- 1966: Барбара Кулганек
- 1967: Марія Сикора
- 1968: Марія Сикора
- 1969: Марія Сикора
- 1970: Марія Сикора
- 1971: Марія Сикора
- 1972: Кароліна Кефер
- 1973: Кароліна Кефер
- 1974: Кароліна Кефер
- 1975: Кароліна Кефер
- 1976: Крістіане Вільдшек
- 1977: Кароліна Кефер
- 1978: Сільвія Шинцель
- 1979: Кароліна Кефер
- 1980: Кароліна Кефер
- 1981: Елізабет Петутшніг
- 1982: Кароліна Кефер
- 1983: Кароліна Кефер
- 1984: Герда Хаас
- 1985: Герда Хаас
- 1986: Герда Хаас
- 1987: Герда Хаас
- 1988: Герда Хаас
- 1989: Герда Хаас
- 1990: Герда Хаас
- 1991: Сабіна Трегер
- 1992: Сабіна Трегер
- 1993: Андреа Поспішек
- 1994: Стефані Зоттер
- 1995: Стефані Зоттер
- 1996: Сабіна Кірхмаєр
- 1997: Штефані Граф
- 1998: Штефані Граф
- 1999: Штефані Граф
- 2000: Штефані Граф
- 2001: Бетіна Германн
- 2002: Сабіна Гассельседер
- 2003: Штефані Граф
- 2004: Вікторія Штайнмюллер
- 2005: Сабіна Крейнер
- 2006: Бетіна Германн

### 800 метрів
- 1960: Габі Шолтес
- 1961: Марія Пфайффер
- 1962: Бербл Шац
- 1963: Бербл Шац
- 1964: Бербл Шац
- 1965: Бербл Шац
- 1966: Ганна Біба
- 1967: Бербл Шац
- 1968: Марія Сикора
- 1969: Марія Сикора
- 1970: Сіссі Бранднеггер
- 1971: Марія Сикора
- 1972: Марія Сикора
- 1973: Крістіане Вільдшек
- 1974: Рита Граф
- 1975: Анжеліка Шротт
- 1976: Андреа Мюльбах
- 1977: Андреа Мюльбах
- 1978: Крістіане Вільдшек
- 1979: Крістіане Вільдшек
- 1980: Крістіане Вільдшек
- 1981: Анні Мюллер
- 1982: Доріс Вейлхартер
- 1983: Маріон Рейтер
- 1984: Кароліна Кефер
- 1985: Кароліна Кефер
- 1986: Кароліна Кефер
- 1987: Еріка Зенц
- 1988: Ернестина Вальдгор
- 1989: Терезія Кісль
- 1990: Терезія Кісль
- 1991: Терезія Кісль
- 1992: Терезія Кісль
- 1993: Терезія Кісль
- 1994: Штефані Граф
- 1995: Штефані Граф
- 1996: Штефані Граф
- 1997: Штефані Граф
- 1998: Бріджит Мюльбахер
- 1999: Карін Волкнер
- 2000: Бріджит Мюльбахер
- 2001: Бріджит Мюльбахер
- 2002: Бріджит Мюльбахер
- 2003: Бріджит Мюльбахер
- 2004: Елізабет Нідередер
- 2005: Елізабет Нідередер
- 2006: Памела Мерцендорфер

### 1500 метрів
- 1971: Фрідеріка Шмід
- 1972: Анжеліка Шротт
- 1973: Доріс Вейлхартер
- 1974: Анжеліка Шротт
- 1975: Анжеліка Шротт
- 1976: Анні Клеменяк
- 1977: Доріс Вейлхартер
- 1978: Анні Клеменяк
- 1979: Анні Клеменяк
- 1980: Крістіане Вільдшек
- 1981: Доріс Вейлхартер
- 1982: Доріс Вейлхартер
- 1983: Доріс Вейлхартер
- 1984: Анні Мюллер
- 1985: Анні Мюллер
- 1986: Анні Мюллер
- 1987: Анні Мюллер
- 1988: Еріка Зенц
- 1989: Терезія Кісль
- 1990: Еріка Зенц
- 1991: Терезія Кісль
- 1992: Терезія Кісль
- 1993: Стефані Граф
- 1994: Стефані Граф
- 1995: Терезія Кісль
- 1996: Бріджит Мюльбахер
- 1997: Терезія Кісль
- 1998: Бріджит Мюльбахер
- 1999: Бріджит Мюльбахер
- 2000: Сюзанна Пампер
- 2001: Мартіна Вінтер
- 2002: Бріджит Мюльбахер
- 2003: Сюзанна Пампер
- 2004: Сюзанна Пампер
- 2005: Сюзанна Пампер
- 2006: Сільвія Ашенбергер

### 3000 метрів
- 1973: Анні Клеменяк
- 1974: Доріс Вейлхартер
- 1975: Анжеліка Шротт
- 1976: Доріс Вейлхартер
- 1977: Анні Клеменяк
- 1978: Анні Клеменяк
- 1979: Доріс Вейлхартер
- 1980: Анні Мюллер
- 1981: Доріс Вейлхартер
- 1982: Доріс Вейлхартер
- 1983: Анні Мюллер
- 1984: Анні Мюллер
- 1985: Анні Мюллер
- 1986: Анні Мюллер
- 1987: Анні Мюллер
- 1988: Анні Мюллер
- 1989: Анні Мюллер
- 1990: Анні Мюллер
- 1991: Еріка Кеніг-Зенц
- 1992: Елізабет Сінгер
- 1993: Еріка Кеніг-Зенц
- 1994: Еріка Кеніг-Зенц
- 1995: Сандра Бауманн

### 5000 метрів
- 1983: Анні Мюллер
- 1984: Анні Мюллер
- 1985: Не проведено
- 1986: Не проведено
- 1987: Не проведено
- 1988: Не проведено
- 1989: Не проведено
- 1990: Не проведено
- 1991: Не проведено
- 1992: Не проведено
- 1993: Не проведено
- 1994: Не проведено
- 1995: Не проведено
- 1996: Сюзанна Пампер
- 1997: Сюзанна Пампер
- 1998: Сюзанна Пампер
- 1999: Сюзанна Пампер
- 2000: Сандра Бауманн
- 2001: Сюзанна Пампер
- 2002: Сандра Бауманн
- 2003: Хелен Айденбергер
- 2004: Єва Марія Градволь
- 2005: Сюзанна Пампер
- 2006: Сюзанна Пампер

### 10 000 метрів
- 1985: Анні Мюллер
- 1986: Каріна Вебер-Лойтнер
- 1987: Анні Мюллер
- 1988: Анні Мюллер
- 1989: Анні Мюллер
- 1990: Анні Мюллер
- 1991: Анні Мюллер
- 1992: Каріна Вебер-Лойтнер
- 1993: Сюзанна Фішер
- 1994: Каріна Лільге-Лойтнер
- 1995: Сандра Бауманн
- 1996: Анна Гадерер
- 1997: Сюзанна Пампер
- 1998: Сюзанна Пампер
- 1999: Сюзанна Пампер
- 2000: Сюзанна Пампер
- 2001: Сюзанна Пампер
- 2002: Сюзанна Пампер
- 2003: Андреа Майр
- 2004: Андреа Майр
- 2005: Сюзанна Пампер
- 2006: Андреа Майр

### Біг на 10 км
- 1983: Марія Шпрінгер
- 1984: Анні Мюллер
- 1985: Не проведено
- 1986: Не проведено
- 1987: Не проведено
- 1988: Не проведено
- 1989: Не проведено
- 1990: Не проведено
- 1991: Не проведено
- 1992: Не проведено
- 1993: Не проведено
- 1994: Не проведено
- 1995: Не проведено
- 1996: Не проведено
- 1997: Не проведено
- 1998: Не проведено
- 1999: Не проведено
- 2000: Не проведено
- 2001: Не проведено
- 2002: Не проведено
- 2003: Не проведено
- 2004: Не проводився
- 2005: Мартіна Вінтер
- 2006: Андреа Майр

### Біг 15 км
- 1985: Анні Мюллер
- 1986: Каріна Вебер-Лойтнер
- 1987: Верена Лехнер
- 1988: Анні Мюллер
- 1989: Анні Мюллер
- 1990: Верена Лехнер
- 1991: Каріна Вебер-Лойтнер

### Півмарафон
- 1992: Каріна Вебер-Лойтнер
- 1993: Елізабет Руст
- 1994: Елізабет Руст
- 1995: Каріна Лільге-Лойтнер
- 1996: Анна Гадерер
- 1997: Анна Гадерер
- 1998: Ульріке Пухнер
- 1999: Гудрун Пфлюгер
- 2000: Дагмар Рабенштайнер
- 2001: Дагмар Рабенштайнер
- 2002: Єва Марія Градволь
- 2003: Єва Марія Градволь
- 2004: Сюзанна Пампер
- 2005: Єва Марія Градволь

### Біг 25 км
- 1980: Андреа Циркніцер
- 1982: Едіт Саппл

### Марафон
- 1983: Моніка Фріш
- 1984: Моніка Наскау
- 1985: Моніка Фріш
- 1986: Іда Хельвагнер
- 1987: Каріна Вебер-Лойтнер
- 1988: Каріна Кінтеро
- 1989: Елізабет Сінгер
- 1990: Каріна Вебер-Лойтнер
- 1991: Каріна Вебер-Лойтнер
- 1992: Андреа Гофманн
- 1993: Каріна Лільге-Лойтнер
- 1994: Андреа Гофманн
- 1995: Елізабет Раст
- 1996: Анна Гадерер
- 1997: Ульріке Пухнер
- 1998: Елізабет Руст
- 1999: Кароліна Дор
- 2000: Дагмар Рабенштайнер
- 2001: Ульріке Пухнер
- 2002: Вероніка Кінбіхль
- 2003: Єва Марія Градволь
- 2004: Інгрід Айхбергер
- 2005: Єва Марія Градволь
- 2006: Сюзанна Пампер

### 3000 метрів з перешкодами
- 2001: Андреа Майр
- 2002: Сандра Бауманн
- 2003: Андреа Майр
- 2004: Андреа Майр
- 2005: Біргіт Шайфінгер
- 2006: Андреа Майр

### 80 метрів з бар'єрами
- 1960: Гертруда Фріс
- 1961: Фрідль Мурауер
- 1962: Улла Флегель
- 1963: Аннеліз Швенденвайн
- 1964: Інге Айгнер
- 1965: Інге Айгнер
- 1966: Трауде Вебершлегер
- 1967: Інге Айгнер
- 1968: Інге Айгнер

### 100 метрів з бар'єрами
- 1969: Ліза Прокоп
- 1970: Марія Сикора
- 1971: Доріс Ленгханс
- 1972: Ліза Прокоп
- 1973: Доріс Ленгханс
- 1974: Кармен Мер
- 1975: Доріс Ленгханс
- 1976: Кармен Пфаннер
- 1977: Доріс Мандл
- 1978: Петра Преннер
- 1979: Петра Преннер
- 1980: Петра Преннер
- 1981: Петра Преннер
- 1982: Петра Преннер
- 1983: Петра Преннер
- 1984: Сабіна Зайтль
- 1985: Сабіна Зайтль
- 1986: Сабіна Зайтль
- 1987: Ульріке Кляйндль
- 1988: Сабіна Зайтль
- 1989: Сабіна Зайтль
- 1990: Ульріке Баєрл
- 1991: Ульріке Баєрл
- 1992: Габріеле Міклаутш
- 1993: Габріеле Міклаутш
- 1994: Ельке Вельфлінг
- 1995: Карін Майр-Кріфка
- 1996: Ельке Вельфлінг
- 1997: Ельке Вельфлінг
- 1998: Ельке Вельфлінг
- 1999: Ельке Вельфлінг
- 2000: Ельке Вельфлінг
- 2001: Даніела Вокінгер
- 2002: Даніела Вокінгер
- 2003: Ельке Вельфлінг
- 2004: Лізі Маурер
- 2005: Даніела Вокінгер
- 2006: Лізі Маурер і Вікторія Шрайбайс

### 400 метрів з бар'єрами
- 1976: Крістіане Вільдшек
- 1977: Андреа Мюльбах
- 1978: Крістіане Вільдшек
- 1979: Евелін Ледл
- 1980: Евелін Ледл
- 1981: Евелін Ледл
- 1982: Елізабет Петутшніг
- 1983: Мелітта Айгнер
- 1984: Герда Хаас
- 1985: Герда Хаас
- 1986: Герда Хаас
- 1987: Герда Хаас
- 1988: Герда Хаас
- 1989: Герда Хаас
- 1990: Герда Хаас
- 1991: Стефані Зоттер
- 1992: Тамара Стріссніг
- 1993: Андреа Поспішек
- 1994: Стефані Зоттер
- 1995: Стефані Зоттер
- 1996: Жужанна Пете
- 1997: Жужанна Пете
- 1998: Даніела Граяні
- 1999: Барбара Розер
- 2000: Памела Мерцендорфер
- 2001: Сабіна Гассельседер
- 2002: Сабіна Гассельседер
- 2003: Сабіна Гассельседер
- 2004: Сара Баєр
- 2005: Сабіна Крейнер
- 2006: Сабіна Крейнер

### Стрибок у висоту
- 1960: Маріанна Лінзер
- 1961: Лізе Сикора
- 1962: Лізе Сикора
- 1963: Лізе Сикора
- 1964: Улла Флегель
- 1965: Ліза Прокоп
- 1966: Ілона Майдан
- 1967: Ілона Гузенбауер
- 1968: Ілона Гузенбауер
- 1969: Ілона Гузенбауер
- 1970: Ілона Гузенбауер
- 1971: Ілона Гузенбауер
- 1972: Ілона Гузенбауер
- 1973: Ілона Гузенбауер
- 1974: Маргіт Данінгер
- 1975: Ілона Гузенбауер
- 1976: Ілона Гузенбауер
- 1977: Рікі Лехнер
- 1978: Ізабелла Рорбахер
- 1979: Хельга Паргфрідер
- 1980: Мелітта Айгнер
- 1981: Сабіна Сквара
- 1982: Сігрід Кірхманн
- 1983: Сігрід Кірхманн
- 1984: Сігрід Кірхманн
- 1985: Сабіна Сквара
- 1986: Сігрід Кірхманн
- 1987: Сігрід Кірхманн
- 1988: Сігрід Кірхманн
- 1989: Ульріке Коціна
- 1990: Сігрід Кірхманн
- 1991: Сігрід Кірхманн
- 1992: Моніка Голнер
- 1993: Сігрід Кірхманн
- 1994: Сігрід Кірхманн
- 1995: Моніка Голнер
- 1996: Моніка Голнер
- 1997: Лінда Хорват
- 1998: Моніка Голнер
- 1999: Лінда Горват
- 2000: Лінда Хорват
- 2001: Катрін Шефтнер
- 2002: Гудрун Фішбахер
- 2003: Олександра Драєр
- 2004: Даніела Крайхбаум
- 2005: Моніка Голнер
- 2006: Моніка Голнер

### Стрибок з жердиною
Змагання зі стрибків з жердиною серед жінок 1995 року не мали офіційного статусу чемпіонату.
- 1995: Моніка Ерлах
- 1996: Доріс Ауер
- 1997: Доріс Ауер
- 1998: Моніка Ерлах
- 1999: Доріс Ауер
- 2000: Доріс Ауер
- 2001: Міхаела Кольбауер
- 2002: Кармен Клаусбрюкнер
- 2003: Кармен Клаусбрюкнер
- 2004: Брігітта Пелл
- 2005: Доріс Ауер
- 2006: Кармен Клаусбрюкнер

### Довгий стрибок
- 1960: Ерна Ауер
- 1961: Зіглінде Пфаннерстіл
- 1962: Зіглінде Пфаннерстіл
- 1963: Зіглінде Пфаннерстіл
- 1964: Сюзанна Лінднер
- 1965: Зіглінде Пфаннерстіл
- 1966: Зіглінде Пфаннерстіл
- 1967: Ганна Кляйнпетер
- 1968: Ганна Кляйнпетер
- 1969: Ганна Кляйнпетер
- 1970: Ганна Кляйнпетер
- 1971: Ганна Кляйнпетер
- 1972: Ганна Кляйнпетер
- 1973: Ганна Кляйнпетер
- 1974: Ганна Кляйнпетер
- 1975: Ліза Прокоп
- 1976: Ірмгард Хельцль
- 1977: Ірмгард Вокінгер
- 1978: Ірмгард Вокінгер
- 1979: Едіт Майєр
- 1980: Петра Преннер
- 1981: Петра Преннер
- 1982: Петра Преннер
- 1983: Едіт Майєр
- 1984: Сабіна Зайтль
- 1985: Петра Преннер
- 1986: Регіна Хельфенбейн
- 1987: Регіна Вайскопф
- 1988: Ульріке Кляйндль
- 1989: Ульріке Кляйндль
- 1990: Ульріке Кляйндль
- 1991: Людмила Нінова
- 1992: Людмила Нінова
- 1993: Людмила Нінова
- 1994: Людмила Нінова
- 1995: Людмила Нінова
- 1996: Людмила Нінова
- 1997: Людмила Нінова
- 1998: Олівія Вокінгер
- 1999: Олівія Вокінгер
- 2000: Мануела Віттінг
- 2001: Б'янка Дюрр
- 2002: Олівія Вокінгер
- 2003: Олівія Вокінгер
- 2004: Олівія Вокінгер
- 2005: Б'янка Дюрр
- 2006: Б'янка Дюрр

### Потрійний стрибок
- 1990: Сільвія Майрамгоф
- 1991: Габріеле Унгер
- 1992: Габріеле Унгер
- 1993: Гудрун Фішбахер
- 1994: Крістіна Еппінгер
- 1995: Крістіна Еппінгер
- 1996: Крістіна Еппінгер
- 1997: Крістіна Еппінгер
- 1998: Катрін Пірінгер
- 1999: Аня Мандл
- 2000: Олівія Вокінгер
- 2001: Олівія Вокінгер
- 2002: Олівія Вокінгер
- 2003: Олівія Вокінгер
- 2004: Олівія Вокінгер
- 2005: Олівія Вокінгер
- 2006: Мікаела Еггер

### Метання ядра
- 1960: Дорлі Гофріхтер
- 1961: Герлінде Пейкер
- 1962: Герлінде Андерле
- 1963: Дорлі Гофріхтер
- 1964: Герлінде Андерле
- 1965: Герлінде Андерле
- 1966: Герлінде Андерле
- 1967: Герлінде Андерле
- 1968: Єва Янко
- 1969: Ліза Прокоп
- 1970: Еріка Хофер
- 1971: Еріка Хофер
- 1972: Ліза Прокоп
- 1973: Ліза Прокоп
- 1974: Ліза Прокоп
- 1975: Ліза Прокоп
- 1976: Ліза Прокоп
- 1977: Рікі Лехнер
- 1978: Сюзанна Спейсек
- 1979: Стефані Ягенбрайн
- 1980: Мелітта Айгнер
- 1981: Мелітта Айгнер
- 1982: Мелітта Айгнер
- 1983: Мелітта Айгнер
- 1984: Урсула Вебер
- 1985: Марія Шрамсейс
- 1986: Вероніка Ленгле
- 1987: Карін Даннінгер
- 1988: Вероніка Ленгле
- 1989: Вероніка Ленгле
- 1990: Вероніка Ленгле
- 1991: Соня Шпендельгофер
- 1992: Соня Шпендельгофер
- 1993: Сабіна Бібер
- 1994: Соня Шпендельгофер
- 1995: Соня Шпендельгофер
- 1996: Соня Шпендельгофер
- 1997: Соня Шпендельгофер
- 1998: Соня Шпендельгофер
- 1999: Валентина Федюшина
- 2000: Валентина Федюшина
- 2001: Валентина Федюшина
- 2002: Валентина Федюшина
- 2003: Валентина Федюшина
- 2004: Валентина Федюшина
- 2005: Вероніка Вацек
- 2006: Вероніка Вацек

### Метання диска
- 1960: Дорлі Гофріхтер
- 1961: Дорлі Гофріхтер
- 1962: Дорлі Гофріхтер
- 1963: Дорлі Гофріхтер
- 1964: Герлінде Андерле
- 1965: Герлінде Андерле
- 1966: Герлінде Андерле
- 1967: Гітта Синьоретті
- 1968: Гітта Синьоретті
- 1969: Гітта Синьоретті
- 1970: Гітта Синьоретті
- 1971: Гітта Синьоретті
- 1972: Гітта Синьоретті
- 1973: Гітта Синьоретті
- 1974: Гітта Хюбнер
- 1975: Гітта Хюбнер
- 1976: Гітта Хюбнер
- 1977: Гітта Хюбнер
- 1978: Сюзанна Спейсек
- 1979: Гітта Хюбнер
- 1980: Гітта Хюбнер
- 1981: Ірен Хабісон
- 1982: Марія Шрамсейс
- 1983: Марія Шрамсейс
- 1984: Марія Шрамсейс
- 1985: Марія Шрамсейс
- 1986: Урсула Вебер
- 1987: Урсула Вебер
- 1988: Урсула Вебер
- 1989: Урсула Вебер
- 1990: Урсула Вебер
- 1991: Урсула Вебер
- 1992: Урсула Вебер
- 1993: Урсула Вебер
- 1994: Марія Шрамсейс
- 1995: Соня Шпендельгофер
- 1996: Соня Шпендельгофер
- 1997: Соня Шпендельгофер
- 1998: Петра Феєрфейлова
- 1999: Петра Феєрфейлова
- 2000: Клаудія Стерн
- 2001: Соня Шпендельгофер
- 2002: Соня Шпендельгофер
- 2003: Соня Шпендельгофер
- 2004: Вероніка Вацек
- 2005: Вероніка Вацек
- 2006: Вероніка Вацек

### Метання молота
Змагання з метання молота серед жінок у 1995 році не мало офіційного статусу чемпіонату.
- 1995: Клаудія Стерн
- 1996: Клаудія Стерн
- 1997: Клаудія Стерн
- 1998: Клаудія Стерн
- 1999: Клаудія Стерн
- 2000: Клаудія Стерн
- 2001: Клаудія Стерн
- 2002: Уте Ацманнігер
- 2003: Клаудія Стерн
- 2004: Клаудія Стерн
- 2005: Клаудія Стерн
- 2006: Клаудія Стерн

### Метання списа
- 1960: Траудль Шенауер
- 1961: Еріка Штрассер
- 1962: Еріка Штрассер
- 1963: Еріка Штрассер
- 1964: Траудль Шенауер
- 1965: Еріка Штрассер
- 1966: Єва Янко
- 1967: Еріка Штрассер
- 1968: Єва Янко
- 1969: Еріка Штрассер
- 1970: Єва Янко
- 1971: Інге Райгер
- 1972: Єва Янко
- 1973: Єва Янко
- 1974: Єва Янко
- 1975: Єва Янко
- 1976: Єва Янко
- 1977: Єва Янко
- 1978: Єва Янко
- 1979: Єва Янко
- 1980: Єва Янко
- 1981: Єва Янко
- 1982: Єва Янко
- 1983: Вероніка Ленгле
- 1984: Вероніка Ленгле
- 1985: Лісбет Кучер
- 1986: Лісбет Кучер
- 1987: Лісбет Мішкоуніг
- 1988: Лісбет Мішкуніг
- 1989: Лісбет Мішкоуніг
- 1990: Лісбет Кучер
- 1991: Лісбет Кучер
- 1992: Моніка Бродшнайдер
- 1993: Моніка Бродшнайдер
- 1994: Моніка Бродшнайдер
- 1995: Моніка Бродшнайдер
- 1996: Моніка Бродшнайдер
- 1997: Моніка Бродшнайдер
- 1998: Барбара Страсс
- 1999: Софія Больцано
- 2000: Моніка Бродшнайдер
- 2001: Ульріке Калсс
- 2002: Маріон Обермайр
- 2003: Вероніка Розінг
- 2004: Сімона Ігл
- 2005: Андреа Ліндентхалер
- 2006: Елізабет Еберл

### П'ятиборство
- 1960: Улла Флегель
- 1961: Ерна Ауер
- 1962: Улла Флегель
- 1963: Улла Флегель
- 1964: Лізе Сикора
- 1965: Ліза Прокоп
- 1966: Ліза Прокоп
- 1967: Єва Янко
- 1968: Ліза Прокоп
- 1969: Ліза Прокоп
- 1970: Марія Сикора
- 1971: Марія Сикора
- 1972: Єва Янко
- 1973: Ліза Прокоп
- 1974: Ліза Прокоп
- 1975: Ліза Прокоп
- 1976: Карін Даннінгер
- 1977: Рікі Лехнер
- 1978: Маргіт Данінгер
- 1979: Хельга Паргфрідер
- 1980: Мелітта Айгнер

### Семиборство
- 1981: Мелітта Айгнер
- 1982: Петра Преннер
- 1983: Мелітта Айгнер
- 1984: Беате Остерер
- 1985: Беате Остерер
- 1986: Сігрід Кірхманн
- 1987: Беате Кравцевіч
- 1988: Беате Кравцевіч
- 1989: Анні Шпіцбарт
- 1990: Беате Кравцевіч
- 1991: Кірстен Ваколбінгер
- 1992: Доріс Ауер
- 1993: Крістіна Еппінгер
- 1994: Сігрід Кірхманн
- 1995: Сабіна Кірхмаєр
- 1996: Б'янка Дюрр
- 1997: Б'янка Дюрр
- 1998: Б'янка Дюрр
- 1999: Маріон Обермайр
- 2000: Маріон Обермайр
- 2001: Ульріке Калсс
- 2002: Маріон Обермайр
- 2003: Елізабет Плазотта
- 2004: Елізабет Плазотта
- 2005: Вікторія Шрайбайс

### 10 кілометрів пішки
Забіг 2002 року був довший на 500 м через організаційну помилку.
- 1989: Елізабет Сігел
- 1990: Вієра Топорек
- 1991: Вієра Топорек
- 1992: Вієра Топорек
- 1993: Вієра Топорек
- 1994: Вієра Топорек
- 1995: Вієра Топорек
- 1996: Вієра Топорек
- 1997: Елізабет Сігел
- 1998: Вієра Топорек
- 1999: Вієра Топорек
- 2000: Вієра Топорек
- 2001: Вієра Топорек
- 2002: Вієра Топорек
- 2003: Вієра Топорек
- 2004: Вієра Топорек
- 2005: Габріела Вінклер
- 2006: Вієра Топорек

### 20 кілометрів пішки
- 2003: Вієра Топорек

### Біг через всю країну
- 1961: Марія Пфайффер
- 1962: Бербл Шац
- 1963: Бербл Шац
- 1964: Бербл Шац
- 1965: Бербл Шац
- 1966: Гайді Людвіг
- 1967: Бербл Шац
- 1968: Марія Сикора
- 1969: Марія Сикора
- 1970: Марія Сикора
- 1971: Марія Сикора
- 1972: Анжеліка Шротт
- 1973: Анжеліка Шротт
- 1974: Анжеліка Шротт
- 1975: Анжеліка Шротт
- 1976: Анжеліка Шротт
- 1977: Маргіт Біхльбауер
- 1978: Анні Клеменяк
- 1979: Брігіт Саттлбергер
- 1980: Анні Мюллер
- 1981: Доріс Вейлхартер
- 1982: Марія Шпрінгер
- 1983: Марія Шпрінгер
- 1984: Анні Мюллер
- 1985: Анні Мюллер
- 1986: Анні Мюллер
- 1987: Верена Лехнер
- 1988: Меріон Фейгл
- 1989: Анні Мюллер
- 1990: Верена Лехнер
- 1991: Верена Лехнер
- 1992: Елізабет Хофер
- 1993: Сюзанна Фішер
- 1994: Гудрун Пфлюгер
- 1995: Вієра Топорек
- 1996: Гудрун Пфлюгер
- 1997: Гудрун Пфлюгер
- 1998: Сюзанна Пампер
- 1999: Гудрун Пфлюгер
- 2000: Сандра Бауманн
- 2001: Сандра Бауманн
- 2002: Сандра Бауманн
- 2003: Сандра Бауманн
- 2004: Сандра Бауманн
- 2005: Андреа Майр
- 2006: Андреа Майр

### Гірський біг
- 1984: Моніка Фріш
- 1985: Андреа Циркніцер
- 1986: Андреа Циркніцер
- 1987: Анні Оберхофер
- 1988: Анні Оберхофер
- 1989: Елізабет Сінгер
- 1990: Верена Лехнер
- 1991: Каріна Вебер-Лойтнер
- 1992: Сабіна Штельцмюллер
- 1993: Елізабет Руст
- 1994: Елізабет Руст
- 1995: Гудрун Пфлюгер
- 1996: Гудрун Пфлюгер
- 1997: Кароліна Кефер
- 1998: Франциска Кросбахер
- 1999: Кароліна Кефер
- 2000: Елізабет Руст
- 2001: Елізабет Раст
- 2002: Андреа Майр
- 2003: Андреа Майр
- 2004: Сандра Бауманн
- 2005: Сандра Бауманн
- 2006: Андреа Майр